# وصال اسکندرلی
وصال اسکندرلی (ترکی آذربایجانی: Vüsal Mahmud oğlu İsgəndərli؛ زادهٔ ۳ نوامبر ۱۹۹۵) بازیکن فوتبال اهل جمهوری آذربایجان است.
از باشگاه‌هایی که در آن بازی کرده‌است می‌توان به باشگاه فوتبال زیره اشاره کرد.
وی همچنین در تیم ملی فوتبال جمهوری آذربایجان بازی کرده‌است.